# Cetatea dacică de la Bâzdâna
Cetatea dacică de la Bâzdâna este o fortificație dacică situată pe teritoriul României. Situl arheologic este pe o margine de deal, la 1 km nord-vest de localitate. Biserica din Calopăr se află la o distanță de 5.060 m de sit. Descoperirile din cadrul sitului: Cetate La Tène (sec. IV- II î.Hr.) geto-dacică, fortificație La Tène geto-dacică fortificație din cărămizi arse; Fortificație Epoca medievală (sec. XIV) neprecizată; Locuire Epoca bronzului timpuriu Coțofeni. Așezare Hallstatt (sec. IV-III î.Hr.) neprecizată. Punctulul este cunoscut sub numele „La Cetate” și se află la aproximativ 18 kilometri sud de Craiova, pe malul drept al râului Jiu (distanța 1,3 kilometri), comuna Calopăr, jud. Dolj. Acestea au fost clasificate cronologic și după tip astfel: așezare fortificată (aprox. 1,5 ha) din a doua vârstă a epocii fierului și așezare din epoca timpurie a bronzului (cultura Coțofeni) cu material relativ divers și bogat, fără a fi vizibilă o depunere stratigrafică propriu-zisă. Descoperirile se află la Muzeul Olteniei din Craiova și la Institutul de Arheologie „Vasile Pârvan”, din București. Este una dintre cetățile dacice ce formau rețeaua de fortificații a statului geto-dac.